# Kostel svatého Františka z Assisi (Jihlava)
Kostel svatého Františka z Assisi je zaniklý římskokatolický chrám v Jihlavě. Byl součástí areálu tamního kapucínského kláštera, který se nacházel v centru města, na nároží ulic Komenského a Divadelní, v místě dnešního Horáckého divadla.

## Historie
Kapucíni do Jihlavy přišli začátkem 30. let 17. století, základní kámen kláštera s kostelem byl položen v srpnu 1631. Stavba postupovala velmi rychle a chrám byl již 29. srpna 1632 vysvěcen olomouckým světícím biskupem Filipem Fridrichem Breunerem. Součástí kostela byla také kaple Panny Marie a svatého Josefa. Jednolodní bezvěžový kostel svatého Františka z Assisi měl typický styl řádové kapucínské architektury s charakteristickým trojúhelníkovým štítem a dlouhým odsazeným pravoúhlým kněžištěm. V roce 1741 byla v chrámu zbudována oratoř, roku 1756 nová krypta. Klášter byl za josefinských reforem v roce 1787 zrušen, o čtyři rok později se z něj stala soukenická manufaktura a z kostela skladiště. Celý areál byl v roce 1850 přestavěn na městské divadlo. V bývalém kostele byl zřízen sál a chrám, původně ustoupený od uliční čáry, získal nové předstoupené novorenesanční městské průčelí. Další úpravy probíhaly v následujících desetiletích, po druhé světové válce ale objekt nebyl příliš udržován a v 80. letech 20. století se nacházel v havarijním stavu. Divadlo, tedy bývalý klášter s kostelem, bylo v roce 1989 uzavřeno a téměř celé zbořeno – zachováno zůstalo pouze novorenesanční průčelí do ulice Komenského. Původní projekt nové budovy od podniku Stavoprojekt, nesoucí se v duchu socialistických staveb nerespektujících své okolí, byl zavržen. V architektonické soutěži nakonec zvítězil návrh skupiny architektů s postmoderní fasádou. Nové Horácké divadlo bylo v místě zaniklého kláštera otevřeno v roce 1995.